# Floyd I. Clarke
Floyd I. Clarke (né le 7 janvier 1942) est un ancien directeur par intérim du Federal Bureau of Investigation (FBI) aux États-Unis.

## Biographie
Clarke est né à Phoenix, en Arizona. Il a fréquenté l'université George-Washington à Washington DC, où il a obtenu un baccalauréat ès arts et plus tard un diplôme en droit. Il a rejoint le FBI en tant qu'agent spécial en 1964, travaillant dans les divisions de Birmingham, de Boston, de Philadelphie et de Kansas City ainsi qu'au siège du FBI. Il est passé d'agent spécial à superviseur, agent spécial adjoint en charge, agent spécial en charge, directeur adjoint, directeur adjoint exécutif, directeur adjoint et enfin directeur par intérim.
Bill Clinton, le quarante-deuxième président des États-Unis, a été investi le 20 janvier 1993 et a décidé de remplacer alors le directeur du FBI, William S. Sessions. Sessions a été licencié le 19 juillet après avoir refusé de démissionner, et Louis Freeh a été nommé au poste lors d'une cérémonie au Rose Garden le lendemain. Clarke a été nommé directeur par intérim et a servi du 19 juillet au 1er septembre 1993, date à laquelle Freeh a prêté serment.
Clarke a ensuite pris sa retraite du FBI. Il a rejoint MacAndrews & Forbes (en), une société privée spécialisée dans les acquisitions, où il a occupé le poste de vice-président pour la conformité des entreprises,.